# Вільфрід Сану
Вільфрі́д Сану́ (фр. Wilfried Sanou, нар. 16 березня 1984, Бобо-Діуласо) — буркінійський футболіст, що грав на позиції нападника.
Виступав, зокрема, за клуби «Фрайбург» та «Кельн», а також національну збірну Буркіна-Фасо.

## Клубна кар'єра
Народився 16 березня 1984 року в місті Бобо-Діуласо. 
У дорослому футболі дебютував 2001 року у складі австрійської команди «Ваттенс». 
Згодом з 2002 по 2003 рік грав у складі команд клубів «Тіроль» та «Сьйон».
Своєю грою за останню команду привернув увагу представників тренерського штабу клубу «Фрайбург», до складу якого приєднався 2003 року. Відіграв за фрайбурзький клуб наступні п'ять сезонів своєї ігрової кар'єри.
У 2008 році уклав контракт з клубом «Кельн», у складі якого провів наступні два роки своєї кар'єри гравця. 
Протягом 2010—2011 років захищав кольори клубів «Урава Ред Даймондс» та «Кельн».
Завершив професійну ігрову кар'єру у клубі «Кіото Санга», за команду якого виступав протягом 2012—2013 років.

## Виступи за збірні
Грав у складі юнацької збірної Буркіна-Фасо.
У 2004 році дебютував в офіційних матчах у складі національної збірної Буркіна-Фасо. Протягом кар'єри у національній команді, яка тривала 10 років, провів у формі головної команди країни 27 матчів, забивши 5 голів.
У складі збірної був учасником Кубка африканських націй 2002 року у Малі, Кубка африканських націй 2010 року в Анголі, Кубка африканських націй 2013 року у ПАР.

## Титули і досягнення
- Срібний призер Кубка африканських націй: 2013